# سي إن بي سي
سي إن بي سي (بالإنجليزية: CNBC)‏؛ قناة إخبارية اقتصادية أمريكية مدفوعة الأجر، مملوكة لشبكة إن بي سي العالمية للأخبار التابعة لمجموعة إن بي سي العالمية المملوكة لشركة كومكاست. يقع مقرها الرئيس في إنغلوود كليفس في مقاطعة بيرغن، تُغطي الشبكة في الأساس خلال أيام الأسبوع العادية ساعات التداول للأسواق المالية الأمريكية والدولية، بينما تتجه في نهاية يوم العمل وفي أيام عدم التداول، إلى بث أفلام وثائقية وعروض واقعية عن الأعمال المالية والتجارية.
تأسست شبكة سي إن بي سي في الأصل في 17 أبريل 1989، كمشروع مشترك بين شبكة إن بي سي وكيبلفيجن باسم قناة أخبار المستهلك والأعمال (بالإنجليزية: Consumer News and Business Channel)‏. بعد عامين من ذلك، وتحديدًا في عام 1991، استحوذت القناة على منافستها الرئيسية، فاينانشال نيوز نتورك المعروفة أيضًا باسم شبكة الأخبار المالية، وهي خطوة أدت إلى توسيع نطاق توزيعها وقوتها العاملة. لاحقًا، باعت كيبلفيجن حصتها إلى إن بي سي، لتصبح إن بي سي بذلك صاحبة الملكية الوحيدة للقناة. اعتبارًا من فبراير 2015، وصل عدد عدد الاشتراكات مدفوعة الأجر لشبكة سي إن بي سي إلى ما يُقارب 93,623,000، ما يعادل 80.4% من الأسر التي لديها تلفزيون في الولايات المتحدة. في عام 2007، صنفت الشبكة على أنها القناة التاسعة عشر الأكثر قيمة في الولايات المتحدة، بقيمة 4 مليارات دولار تقريبًا.
تبث القناة في الولايات المتحدة حيث تهتم بالشأن الاقتصادي الأمريكي على وجه الخصوص، إلّا أنها بالإضافة إلى ذلك، لديها قنوات عديدة تبث في أرجاء العالم وتخدم دولًا ومناطق عدة وبلغات مختلفة، منها العربية، الإيطالية، اليابانية، الكورية والإنجليزية (حيث تبث في المملكة المتحدة وأخرى في الهند وأخرى في جنوب أفريقيا). وكانت القناة افتتحت نسختها العربية التي تخدم مشاهدي الوطن العربي باسم سي إن بي سي عربية في عام 2003. وتتبع هذه القنوات لشبكة إن بي سي، إمّا بشكل كامل أو بشكل جزئي.